# 李臣典
李臣典（1838年—1864年），字祥雲，湖南邵阳人，湘军名将，隶曾国荃部，克复金陵有功，封一等子爵，曾国藩赞道：“年方二十七岁，竟有名将之风。”

## 生平
李臣典生于清道光十七年（1837），湖南省宝庆府邵阳县巨口铺（今属新邵县）人，家庭贫苦，曾做过佣工。咸丰五年（1855），十八岁的李臣典投身湘军，隶属于王珍部。咸丰六年（1856），李跟随曾国荃征剿江西太平军，隶属于吉字营，从萍乡进兵，十二月攻克安福。咸丰八年（1858），在吉安南门外作战，曾国荃受了重伤，李臣典大声呼喊着冲锋，克复吉安府城后，追杀敌军到永丰、新淦，歼敌良多。曾国荃对他的勇猛感到惊奇，破格提拔他为宝庆营守备。与杨辅清等鏖战，攻克景德镇，收复浮梁，他都担任先锋。恰石达开围困宝庆，李心系乡梓，泣求曾国荃带兵回援，六月开拔，七月至醴陵时得报石达开部已遭湘军他部击退。咸丰十年（1860），李跟随到小池驿与陈玉成作战，将陈击退至安庆，被晋升为都司、赐予花翎。

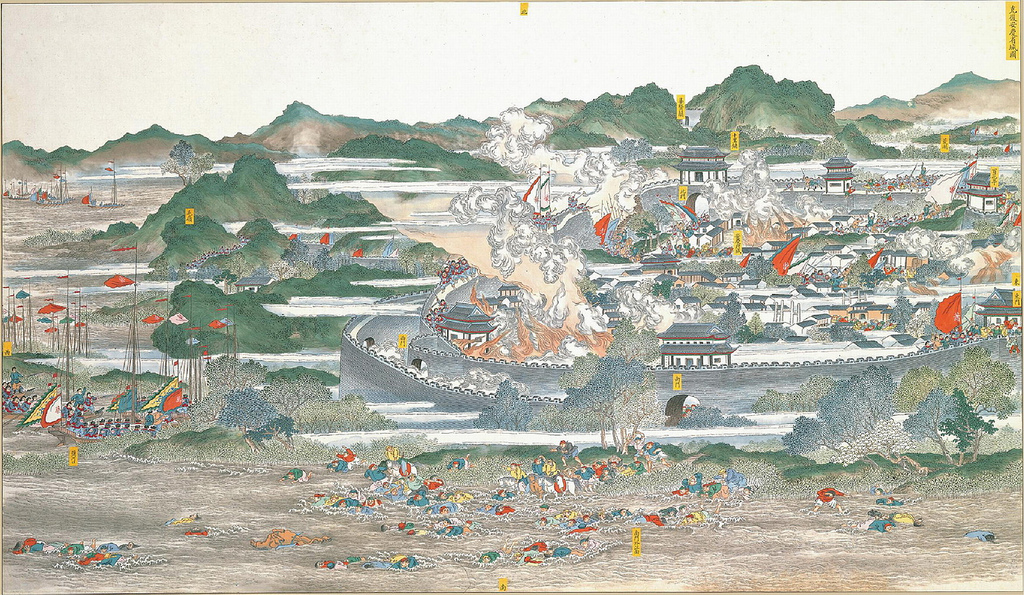
克复安庆省城图

进军谋划夺取安庆，在菱湖作战，逼近敌军营地，扼守其北面，时炮如雨下，曾国荃大腿受伤坠马，李臣典飞马救援，将他救回。他偕同张胜禄、张诗日在枞阳作战，击败援救的敌军，使杨载福水师得以进军枞阳河口，合围安庆。咸丰十一年（1861），攻打安庆西门的敌军堡垒，陈玉成纠集杨辅清数万人将官军重重包围，战斗到中午仍未分出胜负，李臣典冲锋在前，与各营合力拼杀，敌军大败奔逃，斩杀敌军数千人。八月，偷挖地道，炸塌城墙数十丈，李率先登城，攻克安庆，被提拔为参将、赐“刚勇巴图鲁”称号。
同治元年（1862）三月，随曾国荃乘胜连下长江沿岸巢县、含山、和州等城隘，进军江宁，李臣典会同其他将领夺取丹阳镇、秣陵关，攻占大胜关、三汊河，被提拔为副将，以总兵记名。五月，随曾国荃驻军雨花台，军中发生瘟疫，又逢李秀成大举来袭。时敌军号称六十万之众、炮弹无算，可以将湘军重重围困，众将非常恐慌，意欲溃退至安庆，李当众对曾国荃慷慨陈词：“所以舍诸将从君侯者，固欲出奇制胜，成不世之功也，苟畏宁肯来乎？”曾国荃感动涕流，许诺：“壮士功名，与君共之。”敌军逼近营垒激战，曾国荃督阵，脸颊被炮打伤，李臣典与副将倪桂节尽力护卫他，倪桂节阵亡。敌军正猛攻西路，李臣典判断这是虚张声势，需防备东路。不久敌军果然聚集在东路，参将刘玉春战死。炮弹猛烈穿过墙壁，李臣典坚守不退，敌军最终未能攻入。解除包围后，加授提督衔。同治二年，偕同赵三元夜袭雨花台石城，捆扎茅草填平壕沟，顺着梯子将要攀登时，敌军惊觉，点燃火炮轰击，军队稍有退却。李臣典拔起旗帜大声呼喊着跃身而上，各军紧随其后，投掷火弹摧毁敌军城楼，城池立刻被攻克，以提督身份记名，不久被授予河南归德镇总兵之职。偕同萧孚泗、张诗日等攻打夺取紫金山，又在校场击败敌军，接连攻克靠近城池的各个堡垒。

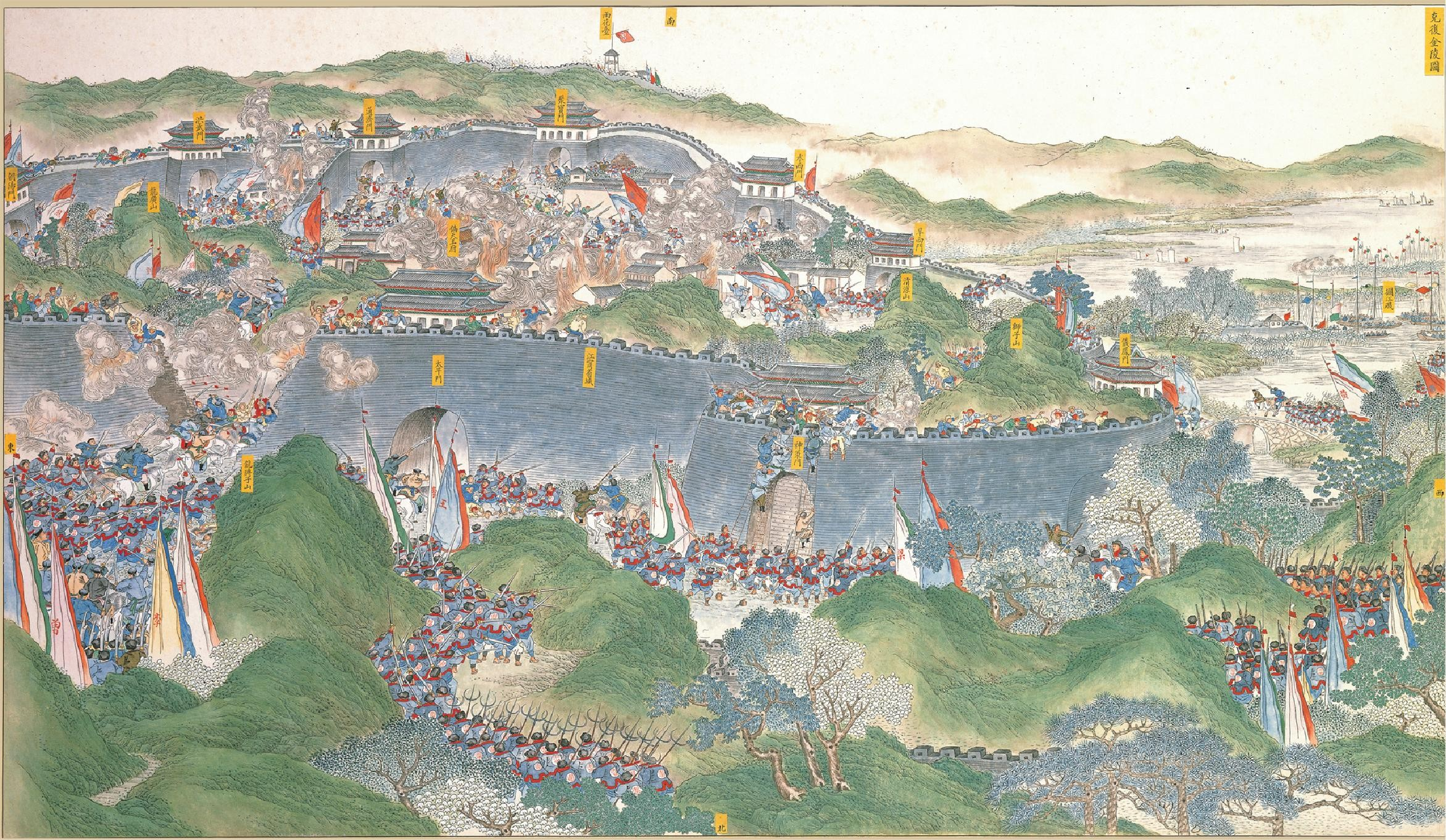
克复金陵图

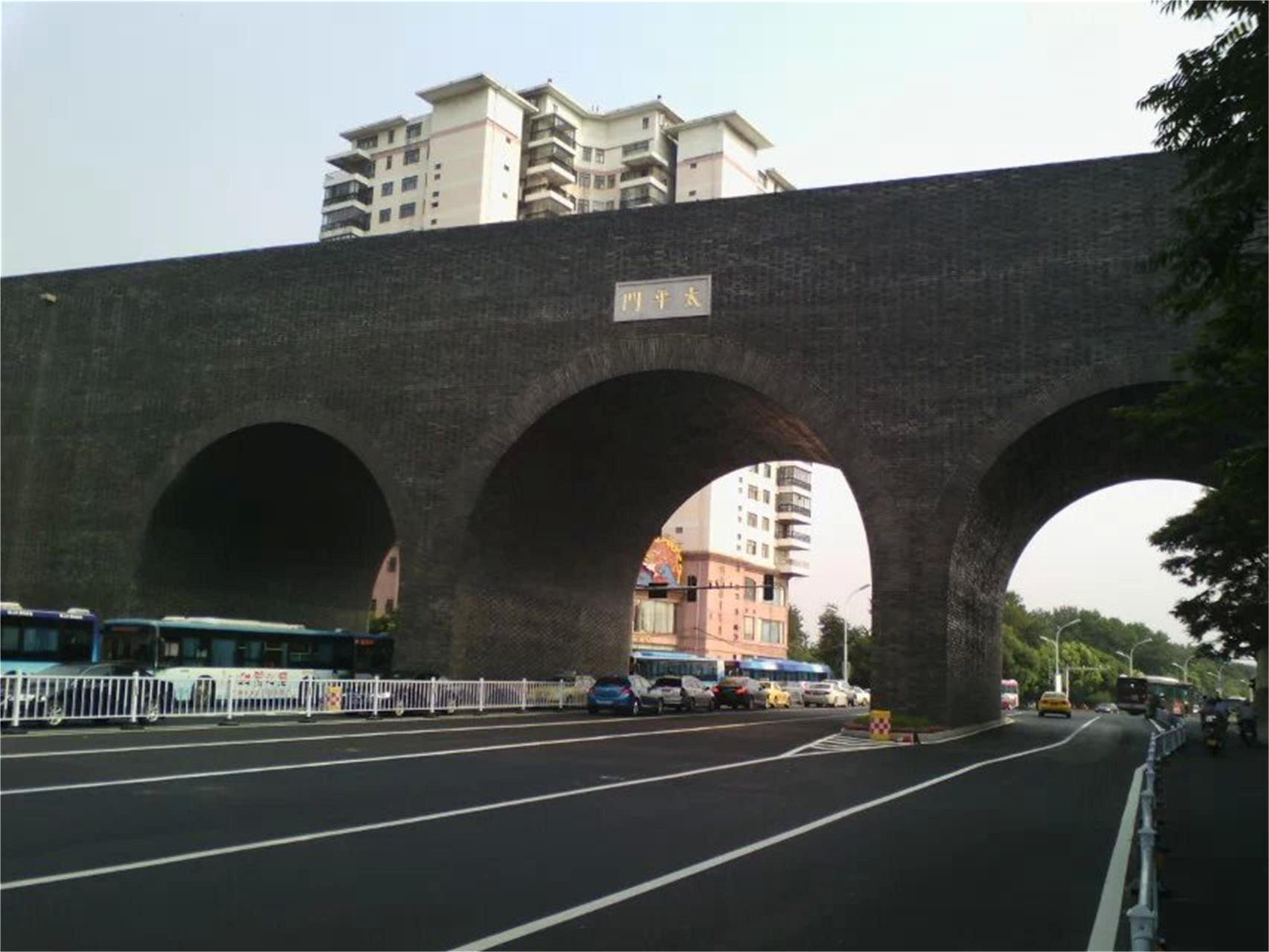
太平门

同治三年（1864）正月，李随曾国荃攻克天保城，进逼江宁太平门和神策门，江宁之围才得以形成。三月以后，官军在三十余处开掘地道，李在神策门外挖掘两地道，没有成功。五月，攻克地保城，湘军得以接近城墙墙根。同治三年六月，各军轮番进攻，敌军拼死抵抗，双方伤亡相当。李臣典侦察得知敌军粮食尚未耗尽，各军苦战兵力逐渐疲惫，对曾国荃说：军队已经疲惫，不赶快攻克，时间久了将会发生变故，请求在龙膊子重新挖掘地道，我愿意独自承担此事。于是李率领副将吴宗国等日夜挖掘地道。六月十五日地道挖成，与九位将领一同立下誓状，夜间敌军偷袭营地，战况异常激烈，李臣典死守洞口，腰部被大炮弹片击中。翌日中午，地雷引爆，炸塌城墙二十余丈，李臣典与刘连捷、朱洪章等人率先攀附城垣而入，而后扼住太平门，各军全部攻入，下令见到长发的、刚剃发的都杀掉，于是杀敌十多万。
捷报上奏朝廷，评定李臣典功劳第一，赐予一等子爵，赏赐黄马褂、双眼花翎。李臣典受伤后自恃身体强壮不休息，不久在军中去世，年仅二十七岁，曾国荃甚为悲痛，曾国藩赞叹：“年方二十七岁，竟有名将之风。”诏命还未传达而李臣典已经去世，下诏追赠太子少保，谥“忠壮”，在吉安、安庆、江宁分别建立专祠。 

## 李氏之死
有言李臣典为奸淫过度致死者，然据学者考证为不实，实为李攻城受伤之后，又恰遇酷热天气，病情加重而亡。同治三年（1864）六月十五日，李臣典在地道洞口受伤，十六日成功收复金陵城池，十七日因为伤势加重而引发疾病，经过医治却没有效果。当时金陵酷热异常，十余日内没下雨，金陵城内的太平军和城外的湘军不少人都染上疾病。二十日，他被抬到雨花台的军队驻地，医生说他伤到了腰上的穴位，气脉受到阻滞，不久恐怕会患上喘症，再加上冒着暑热过度劳累，估计难以痊愈。二十三日，曾国荃亲自前往探望他，李臣典不肯服药，自己说这次绝对没有生还的可能了，于七月初二日巳时逝世。 

## 家庭
李長祿为李臣典嗣子，光緒十年（1884）襲其爵位。

## 延伸阅读
[在维基数据编辑]
 《清史稿·卷414》，出自趙爾巽《清史稿》